# Pausias
Pausias (* ca. 390 v. Chr. in Sikyon) war ein griechischer Maler.
Er war Mitschüler des Apelles bei Pamphilos und galt als Meister der Wachsmalerei (Enkaustik). Deshalb malte er zumeist kleine Tafelbilder, in denen Kinder und Blumen immer wiederkehrten; Letztere begründeten in einem Gemälde, das seine Geliebte und Landsfrau Glykera als Kränzewinderin darstellt, seinen Ruhm. Goethe wurde durch die Nachricht von diesem Gemälde zu seinem Gedicht Der neue Pausias und sein Blumenmädchen angeregt.
Eine Wiederholung dieses Bildes bezahlte Lucullus mit zwei Talenten. Von größeren Kompositionen wird ein später nach Rom gebrachtes, in der Portikus des Pompeius aufgestelltes Bild, ein Stieropfer, genannt, an dem man die meisterlich durchgeführten Verkürzungen bewunderte.